# Stictoptera obscurior
Stictoptera obscurior là một loài bướm đêm trong họ Noctuidae.